# Кумшюц
Ку́мшюц или Ку́мшицы (нем. Kumschütz; в.-луж. Kumšicyо файле) — деревня в Верхней Лужице, Германия. Входит в состав коммуны Кубшюц района Баутцен в земле Саксония. Подчиняется административному округу Дрезден.

## География
Располагается северо-восточнее административного центра коммуны Кубщюц. За исключением северо-запада деревня окружена частично лесистыми холмами.
Соседние населённые пункты: на востоке — деревня Дрожджий (входит в городские границы Вайсенберга), на юго-западе — деревня Конецы и на северо-западе — деревня Нове-Поршицы.

## История
Впервые упоминается в 1399 году под наименованиями Kunyschewicz, Kunissewicz, Kunyssewicz.
До 1936 года была административным центром одноимённой коммуны, с 1936 по 1973 года деревня входила в состав коммуны Каниц-Христина. С 1973 года входит в современную коммуну Кубшюц.
В настоящее время деревня входит в состав культурно-территориальной автономии «Лужицкая поселенческая область», на территории которой действуют законодательные акты земель Саксонии и Бранденбурга, содействующие сохранению лужицких языков и культуры лужичан.
Исторические немецкие наименования.
- Kunyschewicz, Kunissewicz, Kunyssewicz, 1399
- Conschitz, 1419
- Kunschicz, 1476
- Konschwitz, 1508
- Kunschwicz, 1562
- Kumzschitz, 1587
- Kumschütz, 1768

## Население
Официальным языком в населённом пункте, помимо немецкого, является также верхнелужицкий язык.
Согласно статистическому сочинению «Dodawki k statisticy a etnografiji łužickich Serbow» Арношта Муки в 1884 году в деревне проживало 96 человек (из них — 96 серболужичан (100 %)).
| 1834 | 1871 | 1890 | 1910 | 1925 |
| ---- | ---- | ---- | ---- | ---- |
| 94   | 105  | 85   | 97   | 96   |

## Достопримечательности
Памятники культуры и истории земли Саксония
- Каменный дорожный указатель, 19 век (№ 09251893)
- Каменный дорожный указатель, Kumschütz 8, 19 век (№ 09251894)
- Жилой дом с хозяйственными постройками, Kumschütz 6, 1854 (№ 09251498)
- Жилой дом с хозяйственными постройками, Kumschütz 6b, 1870 год (№ 09251897)
- Жилой дом с хозяйственными постройками, Kumschütz 8, 1753—1904 года (№) 09251895